# Marko Đurđević
Marko Đurđević (serbisk kyrilliska: Марко Ђурђевић) född 23 januari 1979 i Koblenz i Tyskland, är en serbisk-tysk målare och serieskapare. 
Han har som serieskapare bland annat varit inblandad i produktionen av Daredevil, Blade, Spider-Man, X-Men, Thor, Hulken och Wolverine (Marvel Comics).

## Tecknade serier
- Age of Heroes — Vol. 1, # 1
- Dark Reign: The List - Avengers — Vol. 1, # 1
- Mighty Avengers — Vol. 1, # 9
- Mighty Avengers — Vol. 1, # 11
- Thor Giant-Size Finale — Vol. 1, # 1
- Thor — Vol. 1, # 600-603
- Thor — Vol. 3, # 7-8
- Ultimate Captain America Annual — Vol. 1, # 1
- Ultimate Hulk Annual — Vol. 1, # 1
- What If? — Vol. 6, # 4

## Illustrationer
- Amazing Spider-Man — Vol. 1, # 545, 546, 625
- Blade: The Vampire Hunter — Vol. 6, # 1-12
- Cable — Vol. 2, # 21-24
- Daredevil — Vol. 1, # 500
- Daredevil — Vol. 2, # 95-109, 114-119
- Dark Avengers — Vol. 1, # 1
- Dark Reign: The Hood — Vol. 1, # 1-5
- Dark Reign: The List - Avengers — Vol. 1, # 1
- Dark Wolverine — Vol. 1 75
- Doctor Voodoo: Avenger of the Supernatural — Vol. 1, # 1-5
- Ghost Rider — Vol. 6, # 20, 22, 24-27
- Hulk — Vol. 2, # 19
- Hulk vs Hercules — Vol. 1, # 1
- Invincible Iron Man — Vol. 1, # 1, 20
- Marvel Boy: The Uranian Vol, # 1, 1-3
- Marvel Tarot — Vol. 1, # 1
- Mighty Avengers — Vol. 1, # 12-15, 18-20, 27-30
- Mystic Arcana Black Knight — Vol. 1, # 1
- Mystic Arcana Magik — Vol. 1, # 1
- Mystic Arcana Sister Grimm — Vol. 1, # 1
- New Avengers — Vol. 1, # 38
- Official Handbook of the Marvel Universe — Vol. 5 Mystic Arcana
- Secret Invasion Aftermath: Beta Ray Bill - The Green of Eden — Vol. 1, # 1
- Siege: Captain America — Vol. 1, # 1
- Siege: Loki — Vol. 1, # 1
- Siege: Secret Warriors — Vol. 1, # 1
- Siege: Spider-Man — Vol. 1, # 1
- Siege: Young Avengers — Vol. 1, # 1
- Sub-Mariner — Vol. 2, # 4
- Super-Villain Team-Up MODOK's 11 — Vol. 1, # 2-5
- Thor Annual — Vol. 3, # 1
- Thor Giant-Size Finale — Vol. 1, # 1
- Thor Reign of Blood — Vol. 1, # 1
- Thor — Vol. 1, # 600-603
- Thor — Vol. 3, # 7-8
- Thor: God-Size Special — Vol. 1, # 1
- Thor: Man of War — Vol. 1, # 1
- Thunderbolts Breaking Point — Vol. 1, # 1
- Thunderbolts Desperate Measures — Vol. 1, # 1
- Thunderbolts International Incident — Vol. 1, # 1
- Thunderbolts Reason in Madness — Vol. 1, # 1
- Thunderbolts — Vol. 1, # 111-121
- Ultimate Comics Spider-Man — Vol. 1, # 1
- What If? — Vol. 5, # 3
- What If? — Vol. 8, # 1, 4
- What If? — Vol. 9, # 2
- Wolverine: Origins — Vol. 1, # 14-20
- Wolverine: Weapon X — Vol. 1, # 2
- World War Hulk: Gamma Files — Vol. 1, # 1
- X-Men First Class — Vol. 1, # 1-7
- X-Men: Magneto Testament — Vol. 1, # 1-5